# Auxologia
L'auxologia è una specialità medica che studia e cura la crescita fisica della persona nell'età evolutiva (etimologia: dal greco antico αὐξάνω?, auxanō, "accrescere" e -λογία, -logía, "studio scientifico").

## Scopi e ambiti d'interesse
Si avvale di un approccio multidisciplinare che coinvolge molte specialità mediche (pediatria, endocrinologia, fisiologia, epidemiologia, neurologia) e non (dietologia, antropometria, ergonomia, economia, socioeconomia, antropologia, igiene, sociologia), con lo scopo di studiare le capacità di crescita e sviluppo di un essere umano nei diversi ambienti, considerando tutti i possibili fattori.
L'accrescimento corporeo è un insieme di fenomeni che caratterizzano la trasformazione progressiva dell'organismo, dal concepimento, all'età adulta. Si tratta di un processo dinamico e asimmetrico in quanto i tempi di sviluppo dei diversi organi e apparati sono diversi.
Il processo dell'accrescimento dipende da molteplici fattori, i più importanti sono:
- Fattori genetici: il principale determinante è il potenziale genetico dei genitori;
- Fattori endocrini: molti ormoni sono implicati nel corretto sviluppo somato-psichico, quelli più importanti sono l'ormone della crescita (GH), gli ormoni tiroidei (T3,T4), i glucocorticoidi, gli ormoni sessuali e l'insulina;
- Fattori nutrizionali;
- Fattori socioeconomici;
- Fattori ambientali e psicologici.

## Valutazione dell'accrescimento
La valutazione dell'accrescimento viene effettuata secondo due metodi: variabili e interpretazione.

### Variabili
Le variabili da prendere in considerazione sono:
- Statura: prima dei 2 anni si misura la lunghezza supina mediante un infantometro; dopo i due anni, invece, si misura l'altezza mediante uno statimetro.
- Peso corporeo: rappresenta l'insieme della massa magra e di quella adiposa[4]. La misura del peso viene fatta con una bilancia che assicuri un'approssimazione massima di 0,1 kg.
- Circonferenza cranica: viene misurata con un nastro flessibile posto in regione frontale; le misure effettuate durante le prime ore di vita non sono molto affidabili a causa della deformazione subita dal cranio del neonato durante il passaggio attraverso il canale del parto.
- Pliche cutanee: vengono misurate con un plicometro. Le più importanti sono la plica sottoscapolare e quella tricipitale.
- Velocità staturale e ponderale: la prima rappresenta l'incremento della statura avvenuto in un determinato periodo di tempo (per esempio 6 mesi), la seconda rappresenta l'aumento di peso corporeo in un determinato periodo di tempo[4].

### Interpretazione
Tutte le variabili ottenute devono essere confrontate con le carte auxologiche: si tratta di grafici in cui sono rappresentate le curve di accrescimento normale (comprese tra il 3º e il 97º percentile). Con la prima misurazione si individua il percentile di appartenenza del bambino a cui corrisponde una determinata curva di accrescimento. In situazioni normali le misurazioni successive giacciono sulla medesima curva.